# Oliarus kirkaldyi
Oliarus kirkaldyi är en insektsart som beskrevs av Giffard 1925. Oliarus kirkaldyi ingår i släktet Oliarus och familjen kilstritar. Inga underarter finns listade i Catalogue of Life.